# 팔라완수염돼지
팔라완수염돼지 (Sus ahoenobarbus)는 필리핀에서 서식하는 멧돼지속 돼지의 일종이다. 발라박, 팔라완, 칼라미아 제도로 이루어진 군도에서만 발견되는 것으로 추정된다. 몸길이 1~1.6 m, 꼬리 약 1 m에 몸무게는 최대 150 kg 정도이다.
최근까지 보르네오수염돼지 (Sus barbatus)의 아종으로 간주했지만, 적어도 계통분류학적 종 개념 상으로는 별도의 종으로 분류되어야 한다. 다른 종 개념 상으로는 좀 더 연구가 필요하며, 현재 이용가능한 정보에서 '완전한 종 지위'인지 여부는 논란의 여지가 있다.

## 같이 보기
- 푸에르토프린세사 지하강 국립공원